# Tsjkalovskaja (metrostation Sint-Petersburg)
Tsjkalovskaja (Russisch: Чкаловская) is een station van de metro van Sint-Petersburg. Het station maakt deel uit van de Froenzensko-Primorskaja-lijn en werd geopend op 15 september 1997. Het metrostation bevindt zich op de Petrogradzijde, in het noorden van de stad. Station Tsjkalovskaja is genoemd naar de Tsjkalovski prospekt, een straat in de omgeving.
Het station ligt 60 meter onder de oppervlakte en beschikt over een perronhal met een gewelfd plafond. Het toegangsgebouw bevindt zich op de kruising van de Tsjkalovski prospekt en de Bolsjaja Zelenina oelitsa. Een tweede uitgang leidt naar de Ropsjinskaja oelitsa, maar is buiten gebruik. Ter ere van piloot en Held van de Sovjet-Unie Valeri Tsjkalov heeft de inrichting van het station de luchtvaart als thema; lampen hebben de vorm van propellers, pijlen geven de perronvloer de aanblik van een landingsbaan en een mozaïek aan het einde van de perronhal toont een mens die langzaam in een vliegtuig verandert. Op de trappen voor de bovengrondse ingang van het station staat ten slotte een buste van Tsjkalov.